# Выставка живописи в павильоне «Пчеловодство» ВДНХ
Выставка живописи в павильоне «Пчеловодство» ВДНХ — первая официально разрешённая выставка из работ 20 художников-авангардистов, шедшая на ВДНХ в павильоне «Пчеловодство» с 19 по 26 февраля 1975. Организаторами вернисажа были художники В. Немухин и Д. Плавинский, помогал в развеске и организации, разработал самиздатовкий каталог известный коллекционер Леонид Талочкин. Куратором первой выставки двадцати художников-нонконформистов был Эдуард Дробицкий. Эта выставка будущих корифеев второго русского авангарда нанесла первый удар по монополизму художников-соцреалистов в изобразительном искусстве СССР. После Бульдозерной выставки 1974 года при Горкоме графиков был создан, опять же под руководством Э. Дробицкого, выставочный центр художников-нонконформистов, который сыграл ключевую роль в художественной жизни: художники второго русского авангарда вышли из «подвала на Малой Грузинской, 28». В выставке в павильоне «Пчеловодство» приняли участие известные в то время по квартирным выставкам мастера авангарда: П. Беленок, Н. Вечтомов, Э. Дробицкий, А. Зверев, В. Калинин, О. Кандауров, Д. Краснопевцев, В. Кропивницкая, Л. Мастеркова, В. Немухин, Д. Плавинский, О. Рабин, И. Снегур, А. Тяпушкин, А. Харитонов, О. Целков, Э. Штейнберг, А. Юликов, В. Яковлев, В. Янкилевский.
Несмотря на мороз, люди стояли по 3 часа в очереди, жгли костры, чтобы посмотреть то, что «было запрещено всегда». Сегодня работы этих художников экспонируются в крупнейших галереях и музеях мира. Художники вошли в историю русского авангарда, европейского и мирового искусства, написаны сотни статей, монографий, книг о художниках этого времени.
Реакция советской прессы была резко негативной. Также отрицательные отзывы были от официальных союзов художников.
В 1995 году на Гоголевском бульваре, д. 10, состоялась выставка в честь 20-летия выставки в павильоне «Пчеловодство», в которой экспонировались работы участников той выставки и картины новых талантливых художников — членов созданной Эдуардом Дробицким Международной федерации художников. По итогам этой выставки был выпущен каталог, в который вошли работы как «двадцатки», так и представителей «новой волны» нонконформистов 80-х годов.